# Stary Wiec
Stary Wiec – osada w Polsce, położona w województwie pomorskim, w powiecie kościerskim, w gminie Liniewo
Osada  pogranicza kaszubsko-kociewskiego, nad Wietcisą, stanowi sołectwo gminy Liniewo.
W latach 1975–1998 miejscowość administracyjnie należała do województwa gdańskiego.